# Gouvernement de Limbourg

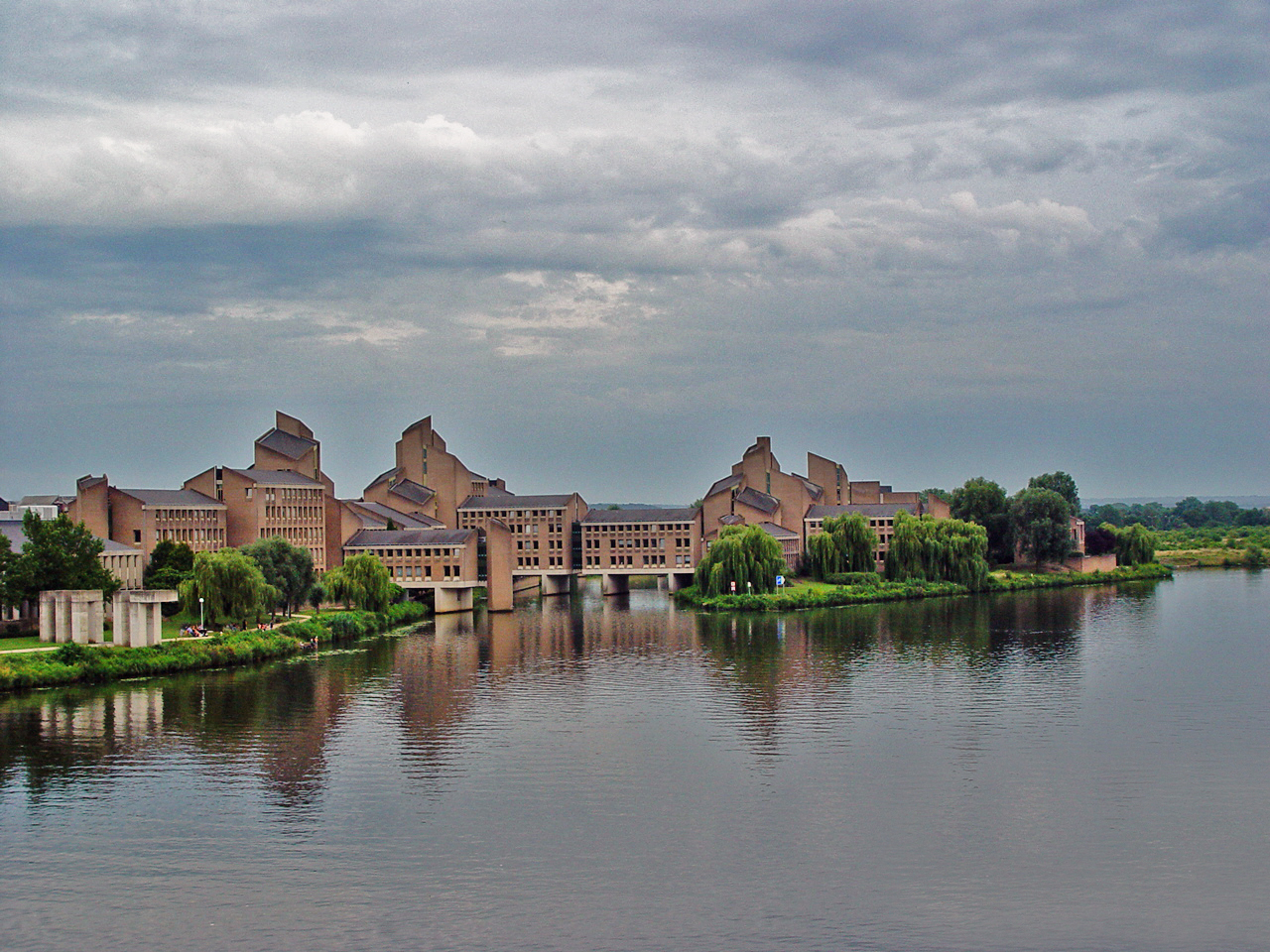
Le bâtiment de gouvernement de Limbourg

Le gouvernement de la province Limbourg est situé dans la capitale Maastricht sur la rivière de la Meuse. 
Dans le bâtiment, les députés des États et les États provinciaux se réunissent. C'est aussi le bureau du Commissaire de la Reine.
Le bâtiment a été ouvert en 1986 par la reine Beatrix des Pays-Bas.
Dans le gouvernement, le Traité de Maastricht a été signé le 7 février 1992.